# Susan Solomon
Susan Solomon (n. 19 ianuarie 1956, Chicago, Illinois, SUA) este o chimistă americană, specialistă în studiul atmosferei.
Cea mai mare parte a carierei sale a lucrat la Administrația Națională a Oceanelor și Atmosferei.
Este membră a Academiei Naționale Americane de Științe, a Academiei Europene de Științe și a "Academiei Franceze de Științe".
Este prima care a înțeles efectul negativ al clorofluorocarbonilor asupra stratului de ozon al atmosferei terestre.
De asemenea, a arătat că activitatea vulcanică poate intensifica acest efect.
Activitatea sa a stat la baza Protocolului de la Montreal.
În 1999 primește National Medal of Science.
În 2008 a fost nominalizată de revista Time ca fiind una dintre primele 100 de persoane influente din lume.
1. 1 2  The International Who's Who of Women 2006[*] Verificați valoarea |titlelink= (ajutor)
2. ↑  IdRef, accesat în 5 martie 2020
3. ↑   https://eapsweb.mit.edu/people/solos Lipsește sau este vid: |title= (ajutor)
4. ↑   https://eapsweb.mit.edu/people/solos, accesat în 12 noiembrie 2017 Lipsește sau este vid: |title= (ajutor)
5. ↑  www.nasonline.org, accesat în 12 noiembrie 2017
6. ↑   https://www.ae-info.org/ae/User/Solomon_Susan Lipsește sau este vid: |title= (ajutor)
7. ↑   https://royalsociety.org/people/susan-solomon-12317 Lipsește sau este vid: |title= (ajutor)
8. ↑   https://www.environment-prize.com/laureates/ Lipsește sau este vid: |title= (ajutor)
9. ↑   https://www.womenofthehall.org/inductee/susan-solomon/ Lipsește sau este vid: |title= (ajutor)
10. ↑   https://www.cogreatwomen.org/project/susan-solomon/ Lipsește sau este vid: |title= (ajutor)
11. ↑   https://web.archive.org/web/20170705052106/http://upmc.fr/fr/universite/histoire_et_personnalites/les_docteurs_honoris_causa/docteurs_honoris_causa_2010.html Lipsește sau este vid: |title= (ajutor)
12. ↑   https://www.agu.org/honors/bowie-medal/past-recipients Lipsește sau este vid: |title= (ajutor)
13. ↑   https://www.nasonline.org/programs/awards/arthur-l-day-prize.html Lipsește sau este vid: |title= (ajutor)
14. ↑   https://www.witi.com/halloffame/ Lipsește sau este vid: |title= (ajutor)
15. ↑   https://www.crafoordprize.se/news/the-crafoord-prize-in-geosciences-2018/ Lipsește sau este vid: |title= (ajutor)
16. ↑   https://www.agu.org/Honor-and-Recognize/Honors/Union-Medals/James-B-Macelwane-Medal Lipsește sau este vid: |title= (ajutor)
17. ↑   https://commencement.miami.edu/about-us/archives/honorary-degree-recipients/index.html Lipsește sau este vid: |title= (ajutor)
18. ↑   http://www.nasonline.org/programs/awards/chemistry-in-service-to-society.html Lipsește sau este vid: |title= (ajutor)
19. ↑   https://royalsociety.org/science-events-and-lectures/2018/03/bakerian-lecture/ Lipsește sau este vid: |title= (ajutor)
20. ↑   (PDF) https://csl.noaa.gov/staff/susan.solomon/susan.solomon.awards_memberships.pdf Lipsește sau este vid: |title= (ajutor)
21. ↑   https://thejohnscottaward.github.io/jsc/1951-2010.html Lipsește sau este vid: |title= (ajutor)